# Catherina McKiernan
Catherina McKiernan (ur. 30 listopada 1969 w Cornafean w hrabstwie Cavan) – irlandzka biegaczka długodystansowa, olimpijka.

## Osiągnięcia
- czterokrotna zwyciężczyni klasyfikacji IAAF World Cross Challenge
- 5 medali mistrzostw świata w biegach przełajowych:
  - Boston 1992 – srebro indywidualnie
  - Amorebieta 1993 – srebro indywidualnie
  - Budapeszt 1994 – srebro indywidualnie
  - Durham 1995 – srebro indywidualnie
  - Turyn 1997 – brąz w drużynie
- dwukrotna medalistka mistrzostw Europy w biegach przełajowych
  - Alnwick 1994 – złoto indywidualnie
  - Edynburg 2003 – srebrny medal drużynowo
- reprezentantka Irlandii w zawodach Pucharu Europy, w tym dwa zwycięstwa w II lidze (bieg na 10 000 m – 1994 & bieg na 5000 m – 1995)
- zwyciężczyni licznych prestiżowych biegów ulicznych (m.in.: maraton w Londynie, maraton w Berlinie, maraton w Amsterdamie, półmaraton w Paryżu, półmaraton w Lizbonie, Zevenheuvelenloop)
- wielokrotna mistrzyni i rekordzistka kraju

## Rekordy życiowe
- bieg na 5000 m – 14:49,40 (1996)
- bieg na 10 000 m – 31:08,41 (1995)
- półmaraton – 1:07:50 (1998)
- maraton – 2:22:23 (1998) rekord Irlandii